# Масси, Томас
Томас Гарольд Масси (англ. Thomas Harold Massie; род. 13 января 1971, Хантингтон) — американский политик, член Республиканской партии.

## Биография
Окончил Массачусетский технологический институт, где изучал инженерное дело. Обладатель нескольких патентов на изобретения, в том числе является разработчиком компьютерного интерфейса PHANToM, предназначенного для проектировщиков и позволяющего не только увидеть разрабатываемый объект, но и виртуально его «пощупать» с использованием сенсоров, прикреплённых к пальцам оператора. За эту разработку удостоен в 1995 году премии Лемельсона для студентов. Для работы в сфере ИТ вместе с женой Рондой Масси (они познакомились ещё в школе, вместе учились в МТИ, она скончалась в 2024 году) основал в 1993 году компанию SensAble Devices, которую супруги продали в 2003 году.
С 2010 года председательствовал в законодательном органе округа Льюис (штат Кентукки), в 2012 году победил сразу на двух выборах в Палату представителей США от 4-го округа Кентукки — для замещения ушедшего в отставку 31 июля 2012 года Джеффа Дэвиса на период до начала полномочий нового созыва Конгресса и на полный срок.
В 2020 году вызвал критику со стороны президента Дональда Трампа из-за препятствования прохождению через Конгресс законодательного пакета по преодолению последствий пандемии COVID-19, но в 2022 году во время своей предвыборной кампании получил поддержку Трампа. В 2024 году переизбран на очередной срок полномочий, оставшись единственным кандидатом в округе. Известен как стойкий противник бюджетного дефицита и сторонник права на граждан на владение огнестрельным оружием.
В июне 2025 года начал новый конфликт с избранным на второй срок президентом Трампом, выступив против принятия закона о бюджетном компромиссе, получившем известность как «Один большой прекрасный законопроект», а также против ударов американских бомбардировщиков по ядерным объектам Ирана.